# 国道95号線 (アメリカ合衆国)
国道95号線（こくどう95ごうせん、US 95; United States Highway 95）は、アメリカ合衆国を南北に貫くハイウェイである。
国道95号線の北端はアイダホ州バウンダリー郡であり、カナダとの国境でブリティッシュ・コロンビア州道95号線に接続している。一方、国道95号線の南端はアリゾナ州サンルイスであり、メキシコとの国境で国道2号線に接続している。
国道95号線は、ネバダ州ラスベガスの主要な幹線道路の1つとして機能している。国道95号線はラスベガスの中心部において国道93号線、州間高速道路15号線、州間高速道路515号線と接続しており、ラスベガスからネバダ州ヘンダーソンまでは国道93号線、国道95号線、州間道515号線の3路線の重複区間となっている。
かつてアメリカ合衆国で最も短い国道であった国道630号線は、1980年から国道95号線の支線として指定されている。

## 代替経路
2004年現在、国道95号線には2本の代替経路が存在している。
国道95号線は、指定を受けた支線を持つ数少ない国道の1つである。国道95号支線は、アイダホ州ワイザーで国道95号線と接続しており、約5キロメートル離れたオレゴン州道201号線へと接続している。1927年に現在の国道95号支線は国道630号線として指定され、「最も短い国道」と呼ばれた。国道630号線は全線が国道30号北線との重複区間であったが、1933年に国道630号線は国道指定を廃止された。1980年には国道30号北線も国道指定を廃止され、約5キロメートルの区間が国道95号支線として再指定された。
国道95号別線の北端はネバダ州ファロンであり、州間高速道路80号線と接続している。一方、国道95号別線の南端はネバダ州シュルツであり、国道95号線と接続している。
国道95号線はネバダ州チャーチル郡で州間道80号線と接続しており、州間道80号線からファロンで国道95号別線と接続することができる。州間道80号線と国道95号別線はファロンからネバダ州ファーンリーまで重複区間となっている。国道95号別線はファーンリーで南に曲がっており、イェリントンへと続いている。そして国道95号別線はイェリントンで東に曲がっており、シュルツで国道95号線に合流する。国道95号別線は、ネバダ砂漠を走る約48キロメートルの区間が国道50号別線との重複区間となっている。

## 通過する州
国道95号は、以下の州を通過する。
- アイダホ州
- オレゴン州
- ネバダ州
- カリフォルニア州
- アリゾナ州

## 関連国道
- 国道195号線
- 国道295号線
- 国道395号線
- 国道30号線
- アメリカ合衆国の国道一覧